# 10 000 mètres masculin de patinage de vitesse aux Jeux olympiques de 2022
Navigation
Pyeongchang 2018 Milan-Cortina 2026
Le 10 000 mètres masculin de patinage de vitesse aux Jeux olympiques d'hiver de 2022 a lieu le 11 février 2022 à l'Anneau national de patinage de vitesse de Pékin.

## Programme
Tous les horaires correspondent à l'UTC+8.
| Date                     | Horaire      |
| ------------------------ | ------------ |
| Vendredi 11 février 2022 | Début à 16 h |

## Records
Avant cette compétition, les records dans cette discipline étaient les suivants :
| Record du monde  | 12 min 32 s 95 | Nils van der Poel | Suède  | 12 février 2021 | Heerenveen |
| Record olympique | 12 min 39 s 77 | Ted-Jan Bloemen   | Canada | 15 février 2018 | Gangneung  |

## Résultats
| Rang                                | Série | Couloir   | Patineur            | Nationalité      | Temps             | Retard         |
| ----------------------------------- | ----- | --------- | ------------------- | ---------------- | ----------------- | -------------- |
| Médaille d'or, Jeux olympiques      | 5     | Intérieur | Nils van der Poel   | Suède            | 12 min 30 s 74 WR | —              |
| Médaille d'argent, Jeux olympiques  | 2     | Extérieur | Patrick Roest       | Pays-Bas         | 12 min 44 s 59    | + 13 s 85      |
| Médaille de bronze, Jeux olympiques | 5     | Extérieur | Davide Ghiotto      | Italie           | 12 min 45 s 98    | + 15 s 24      |
| 4                                   | 4     | Extérieur | Jorrit Bergsma      | Pays-Bas         | 12 min 48 s 94    | + 18 s 20      |
| 5                                   | 4     | Intérieur | Aleksandr Rumyantse | ROC              | 12 min 51 s 33    | + 20 s 59      |
| 6                                   | 1     | Extérieur | Graeme Fish         | Canada           | 12 min 58 s 80    | + 28 s 06      |
| 7                                   | 3     | Extérieur | Patrick Beckert     | Allemagne        | 13 min 1 s 23     | + 30 s 49      |
| 8                                   | 6     | Intérieur | Ted-Jan Bloemen     | Canada           | 13 min 1 s 39     | + 30 s 65      |
| 9                                   | 2     | Intérieur | Michele Malfatti    | Italie           | 13 min 1 s 42     | + 30 s 68      |
| 10                                  | 6     | Extérieur | Bart Swings         | Belgique         | 13 min 2 s 43     | + 31 s 69      |
| 11                                  | 3     | Intérieur | Ryosuke Tsuchiya    | Japon            | 13 min 2 s 49     | + 31 s 75      |
| 12                                  | 1     | Intérieur | Peter Michael       | Nouvelle-Zélande | 13 min 33 s 53    | + 1 min 2 s 79 |